# Rhapta

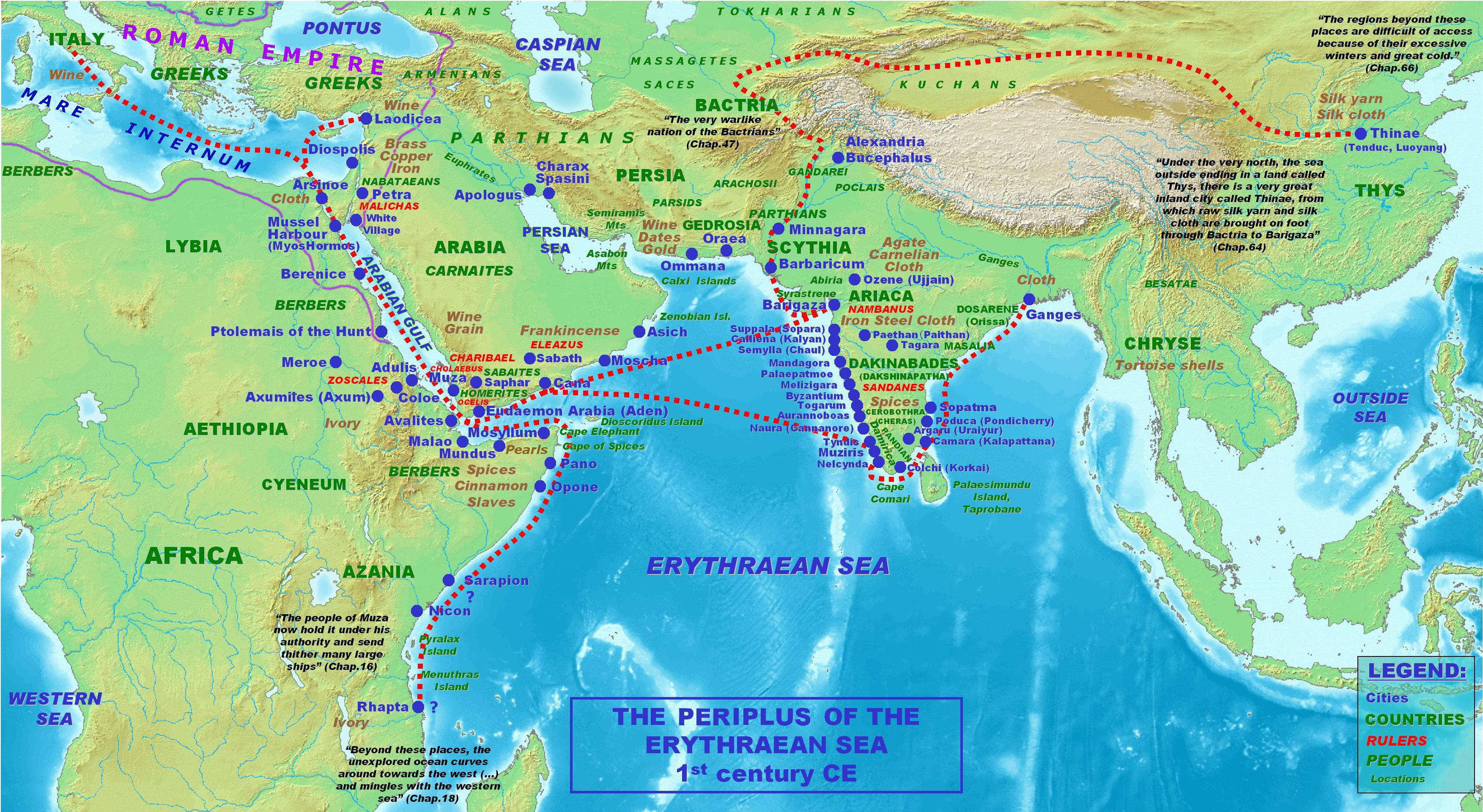
Mappa del Periplo del Mar Eritreo, all'estremo sud-ovest si trova Rhapta.

Rhapta (in greco antico: Ῥάπτα o Ῥαπτά) è il nome del più importante emporio della costa dell'Africa orientale, attivo almeno dal primo secolo d.C. La sua posizione non è formalmente identificata e diversi siti possono corrispondere all'antica città, generalmente situata tra il fiume Pangani a nord e Dar es Salaam a sud.

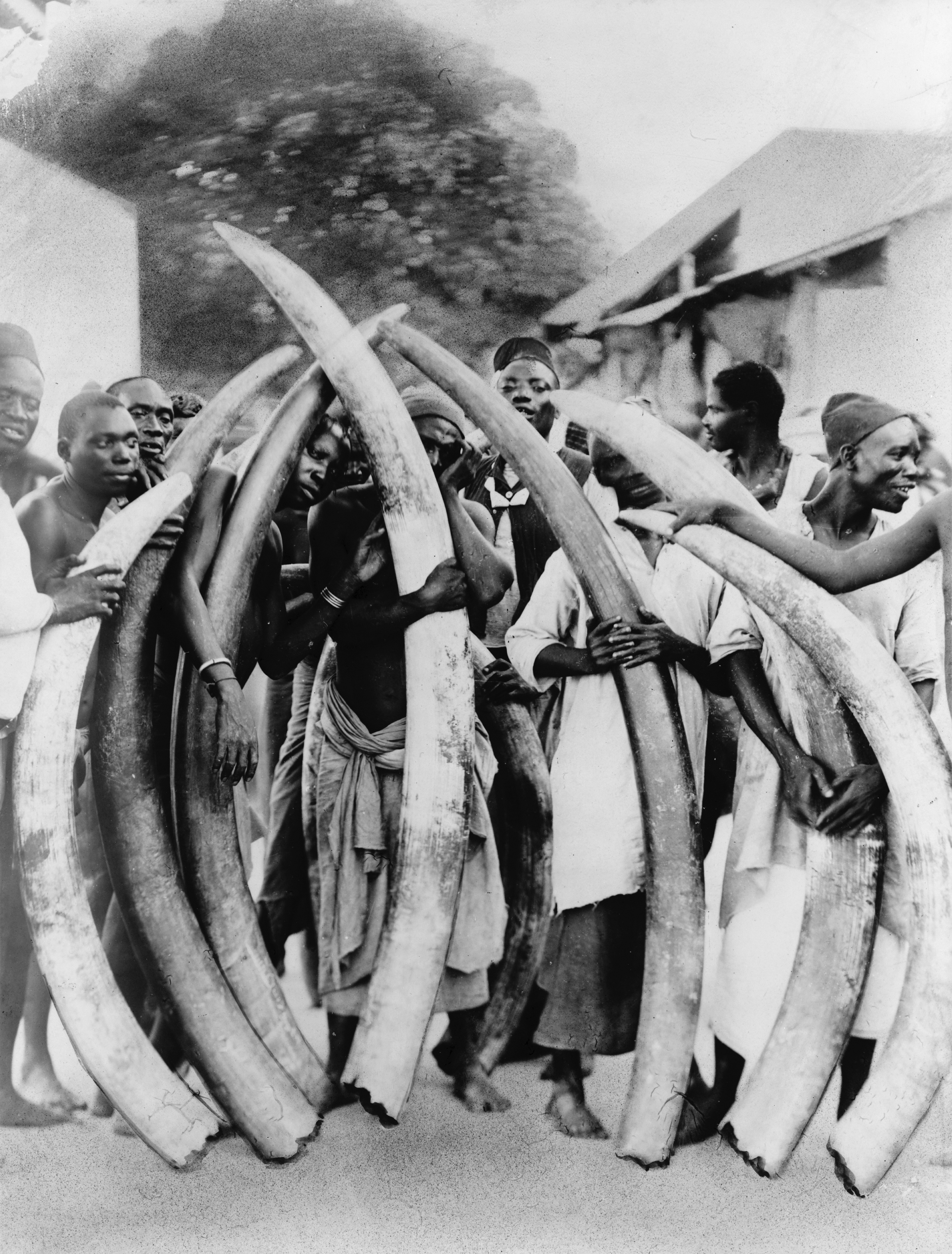
Mercato dell'avorio in Tanzania.

## Fonti
Rhapta appare menzionata per la prima volta nel Periplo del Mar Eritreo come il mercato più meridionale di Azania, a due giorni di viaggio dall'isola di Menutias, a sud del Corno d'Africa.
Secondo l'esploratore Diogene, un mercante greco-romano del I secolo d.C., Rhapta è una città alla foce del fiume eponimo, di fronte all'isola di Menouthis e vicino ai Monti della Luna dove il Nilo Bianco prende, secondo la leggenda, la sua sorgente. Questo resoconto sembra essere confermato da Claudio Tolomeo. Rhapta è citata nel IV secolo anche da Cosma Indicopleuste nella sua Topografia cristiana.
Rhapta è menzionata anche da Stefano di Bisanzio.

## Commercio
Nel Periplo, si menzionano anche i commerci dell'avorio e di gusci di tartaruga come fiorenti a Rhapta.